# Yvon Douis

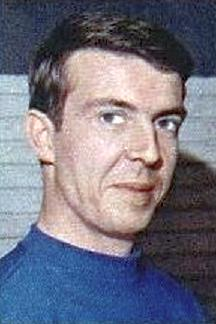
Yvon Douis (1966)

Yvon Douis (* 16. Mai 1935 in Les Andelys/Département Eure; † 28. Januar 2021 in Nizza) war ein französischer Fußballspieler.

## Die Vereinskarriere
Der südöstlich von Rouen geborene Yvon Douis wurde als gerade 18-Jähriger vom Lille OSC verpflichtet und spielte sich sofort in die Ligaelf. Dabei entsprach der Halbrechte rein gar nicht dem Ideal des nordfranzösischen Fußballs, in dem in jenen Jahren – wenn auch auf hohem Niveau – mit dem Ball „gearbeitet“ wurde, Befreiungsschläge statt Dribblings und Kampfkraft die Mannschaften auszeichneten. Douis hingegen war ein filigraner Techniker und ein gefährlicher Torschütze dazu. Am Ende seiner ersten Saison 1953/54 konnte er auf Anhieb den Gewinn der französischen Meisterschaft feiern, und nur ein Jahr später war er auch zum ersten Mal Französischer Pokalsieger geworden. Mehr noch, in diesem Endspiel an der Seite von André Strappe, Marceau Somerlinck und Jean Vincent schoss der noch keine 20 Jahre alte Normanne zwei frühe Tore beim 5:2 über die Girondins Bordeaux.
Dann allerdings bremsten Rückschläge den steilen Aufstieg: Douis musste seinen Militärdienst ableisten, verlor phasenweise völlig die Form und stieg nur 12 Monate nach dem Pokaltriumph mit Lille in die Division 2 ab. Erst 1957 ging es wieder bergauf, und das in jeder Hinsicht; dem Klub glückte die sofortige Rückkehr ins Oberhaus, Douis selbst wurde mit der Militärnationalmannschaft Weltmeister und Ende 1957 auch erstmals in die Nationalelf berufen – gerade noch rechtzeitig, um zu den 22 Spielern zu gehören, die Nationalcoach Albert Batteux zur WM mitnahm.
Im Sommer 1959, als Lille Olympique erneut in die D2 absteigen musste, wechselte Yvon Douis in seine Herkunftsregion zum Le Havre AC, der wenige Wochen vorher überraschend Pokalsieger geworden war, und blieb dort bis 1961. Im zweiten Jahr bei le HAC stand er mit 17 Saisontreffern sogar auf dem 8. Platz der Torjägerliste.
Dann lockte ihn die AS Monaco, der frischgebackene Titelträger, an die Côte d’Azur – und diese Region sollte langfristig seine zweite Heimat werden. Mit Monacos Mannschaft gelang ihm, der hier zunehmend im Mittelfeld eingesetzt wurde, 1963 binnen weniger Wochen um seinen 28. Geburtstag herum der zweite Gewinn des Pokals (im Wiederholungsspiel) sowie der Meisterschaft und er errang damit auch den Doublé. Am Ende dieses Jahres folgte noch eine persönliche Krönung: Das Fachblatt France Football wählte Yvon Douis bei der allerersten Vergabe dieser Auszeichnung zu Frankreichs Fußballer des Jahres.
1964 wurde er noch einmal Vizemeister, aber dann folgten die großen Jahre des FC Nantes und der AS Saint-Étienne, und den Monegassen blieben weitere Titel verwehrt. 1967 wechselte Yvon Douis in die zweite Liga zur AS Cannes, bei der er nach zwei Jahren seine Spielerlaufbahn beendete.

### Spielerstationen
- Lille Olympique SC (1953–1959, davon 1956/57 in D2)
- Le Havre Athletic Club (1959–1961)
- Association Sportive Monaco (1961–1967)
- Association Sportive Cannes (1967–1969, in D2)

## Der Nationalspieler
Yvon Douis hat zwischen November 1957 und September 1965 20 Länderspiele für die Équipe tricolore bestritten (8 in seiner Zeit bei Lille, 4 bei Le Havre, 8 bei Monaco) und dabei vier Tore erzielt. 1963 war er in drei Begegnungen auch deren Mannschaftskapitän.
Bei der Weltmeisterschaft 1958 in Schweden gehörte er zum französischen Aufgebot, fand aber nur im Spiel um Platz drei gegen Westdeutschland Berücksichtigung, weil Roger Piantoni nicht fit war. In dieser Begegnung (Endstand: 6:3) gelang Douis immerhin der Treffer zum 4:1. Er nahm auch an der Endrunde der ersten Europameisterschaft 1960 teil und wurde hier gleichfalls im Spiel um Platz drei (0:2 gegen die CSSR) eingesetzt.

## Leben nach der aktiven Zeit
Bereits am Ende seiner Spielerlaufbahn hatte Yvon Douis in Nice, ganz in der Nähe des Stade du Ray gelegen, ein Sportartikelgeschäft eröffnet. Ab 1971 trainierte er dann für ein Jahr den OGC Nizza, der damals nur drittklassig spielte. Von 1973 bis 1990 arbeitete er in leitender Position für den Sportbekleidungshersteller Le Coq Sportif bzw. – nachdem dieser von Adidas übernommen worden war – für das Herzogenauracher Unternehmen und setzte sich anschließend, 55-jährig, zur Ruhe. Er starb Ende Januar 2021 im Alter von 85 Jahren.

## Palmarès
- Französischer Meister: 1954 (mit Lille), 1963 (mit Monaco)
- Französischer Pokalsieger: 1955 (mit Lille), 1963 (mit Monaco)
- Europapokal der Landesmeister: 6 Spiele, 3 Tore (1961/62 und 1963/64)
- 20 A-Länderspiele, 4 Tore; WM-Dritter 1958, EM-Vierter 1960
- Militärweltmeister 1957
- Französischer Fußballer des Jahres: 1963
- 379 Einsätze und 140 Tore in der Division 1 (141/50 für Lille, 71/28 für Le Havre, 167/62 für Monaco)